# Emmanuel de La Villéon
Pour les articles homonymes, voir La Villéon.
Emmanuel de La Villéon, né le 29 mai 1858 à Fougères (Ille-et-Vilaine) et mort le 10 janvier 1944 à Paris, est un artiste peintre et illustrateur post-impressionniste français.

## Biographie
Issu d'une ancienne famille de l'aristocratie bretonne, la famille de La Villéon, Emmanuel de La Villéon est initié à la peinture par ses amis Alfred Roll et Pierre Emmanuel Eugène Damoye en 1884. Il s'installe en 1890 à Paris et étudie à l'académie Julian.
Paysagiste d'après nature, sa palette très colorée est influencée par ses contemporains plus célèbres, tels que Monet, Cézanne ou Van Gogh. Le premier président de l'association Les amis du musée Emmanuel-de-la-Villéon le décrit comme le « Peintre de l'harmonie, de la joie tranquille, de l'équilibre, de la sérénité paysanne, où même les misères sont rabotées par le rythme lent des saisons. »

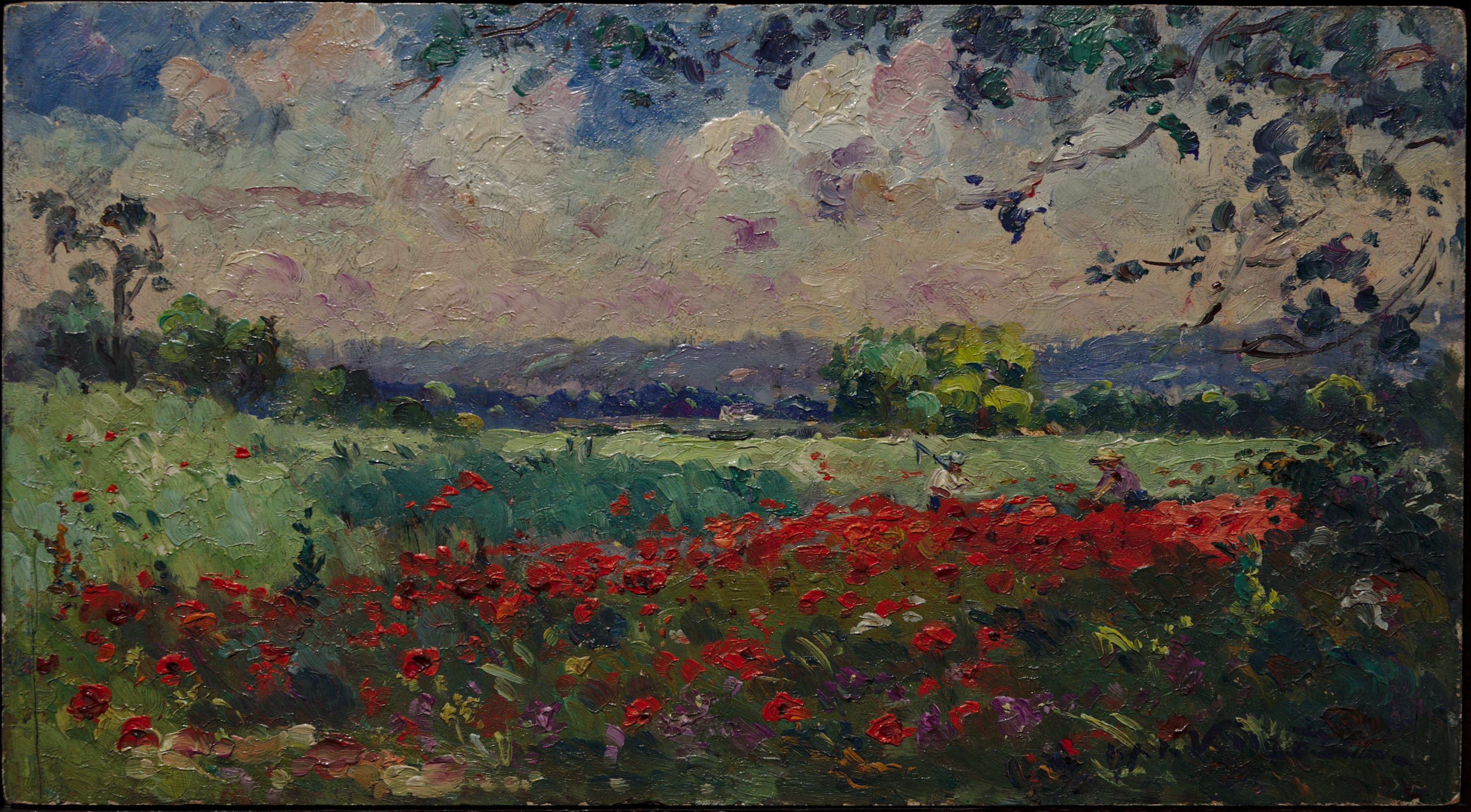
La Villéon - Étude de coquelicots
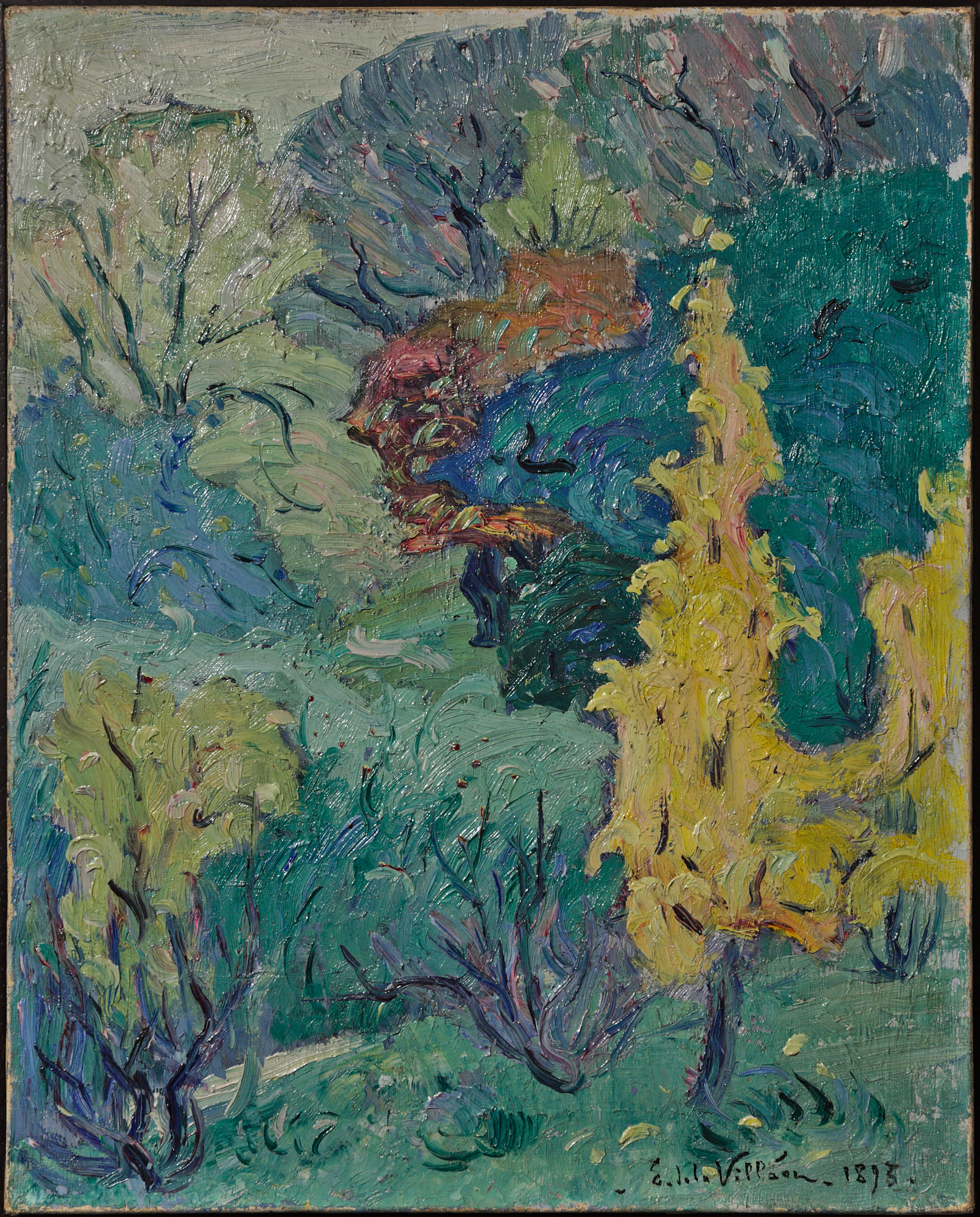
La Villéon - Recherches décoratives
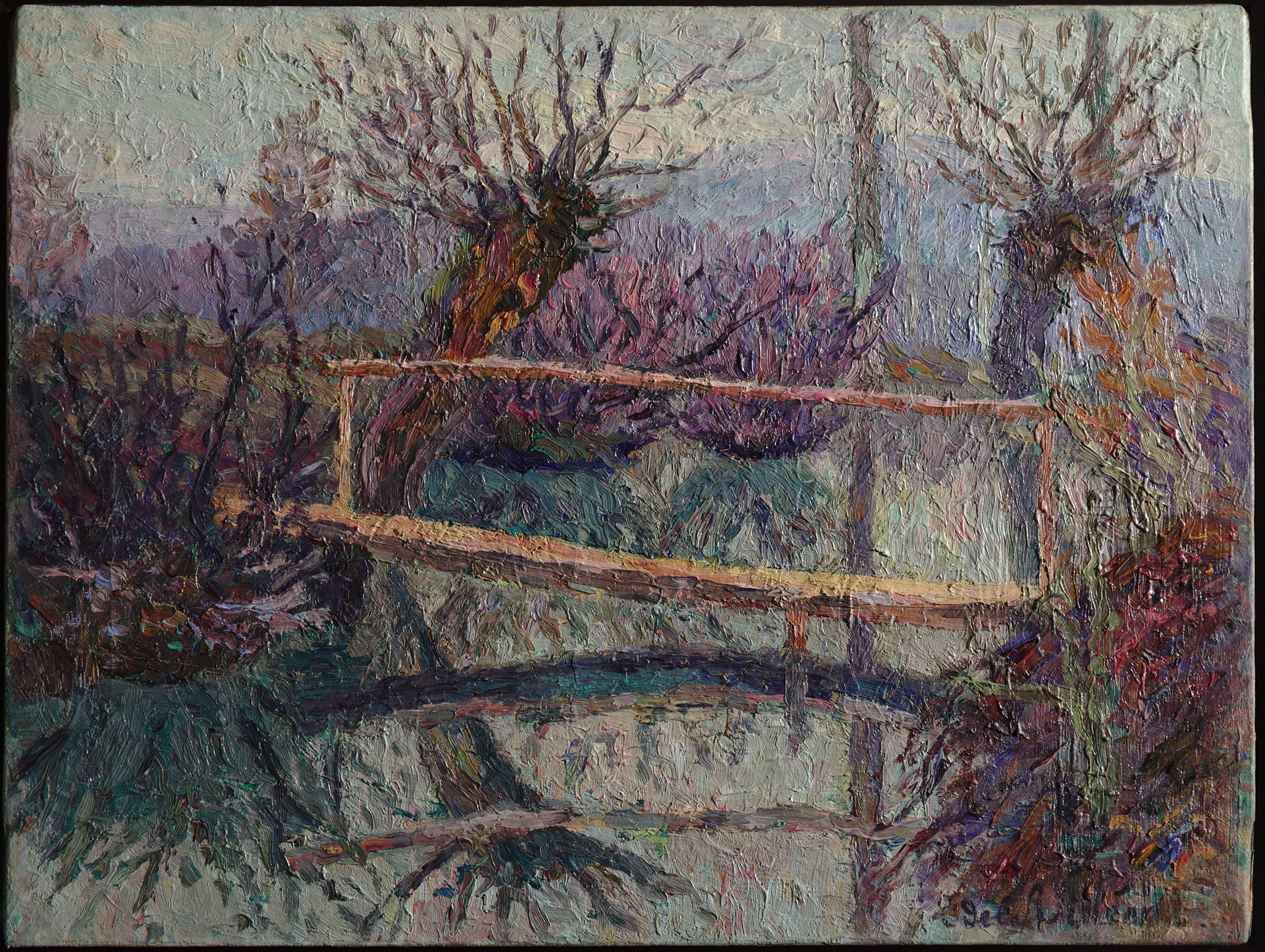
La Villéon - Passerelle de la Cannerie

Il aime voyager et séjourne chez son frère en Bretagne au château de Montmuran, en Normandie chez son cousin, en Suisse chez ses beaux-parents ou dans le Cher chez sa belle-sœur, où partout il dessine des croquis et peint d'après nature. Il fait un son premier voyage à l'étranger en Hollande en 1889, où il découvre une nouvelle lumière. À partir de 1920, il séjourne aussi régulièrement chez chacune de ses trois filles, à Mayence, à Grenoble et à Yonville. Il possède une propriété dans la Nièvre, à Bitry près de Saint-Amand-en-Puisaye, le domaine de Salvard, acquis en 1900. D'abord résidence secondaire elle sera sa résidence principale à partir de 1915 jusqu'en 1930. Devenue cette année propriété de sa fille cadette il s'y rendra aux beaux jours probablement jusqu'en 1936. La Puisaye nivernaise lui inspirera un peu moins de 30% de son œuvre.
La Villéon fonde, avec d'autres peintres, la « Société moderne » en 1909. Sa palette et son inspiration deviennent plus poétiques, à l'instar d'Odilon Redon. Toutefois c'est un artiste avant tout solitaire qui n'aime rien tant que la nature et ses paysages d'enfance.
Il expose à partir de 1890 au Salon des indépendants, au Salon de la Société nationale des beaux-arts, à la Société moderne, au Salon d'automne, au Salon des Tuileries et dans plusieurs galeries parisiennes. Il expose également en province et à l'étranger, comme en 1918 aux États-Unis et au Canada, en 1925 à Copenhague et en 1927 au Japon. Plusieurs expositions particulières ont aussi lieu en France, la dernière en 1943 à la galerie La Boétie à Paris.
Sa production se décline sur de nombreux supports, toiles, pastels, dessins, aquarelles et huiles. Ainsi que sur des formats les plus extrêmes : d'immenses paravents jusqu'à des huiles format cartes postales appelées "fonds de boites".
Mort d'une pneumonie en janvier 1944, le peintre est enterré à Paris au cimetière du Montparnasse (division 9), dans la sépulture Baudreuil et de Gomiecourt.
Depuis 1976, plus de cent vingt œuvres ont été données par sa famille à la ville de Fougères, conservées au musée Emmanuel-de-la-Villéon, qui occupe une maison à porche du XVIe siècle en haute ville et dont la présentation a été entièrement rénovée en 2012 ; elles font régulièrement l'objet d'expositions et sont présentées dans un catalogue paru en 2017 après de nouvelles acquisitions (voir bibliographie).

## Œuvres et collection
- Fougères, musée Emmanuel-de-la-Villéon:
  - Les Foins dans le champ du parc de Salvar, huile sur toile
  - Sur la route de Noréaz, près d'Yverdon en Suisse, huile sur toile
  - Sous-bois en automne à Salvar, huile sur toile
  - Neige dans l'île de la Jatte, huile sur toile
  - Zaandam (Hollande), huile sur carton
  - Le Chariot à Salvar, huile sur carton marouflé
  - Autoportrait, 1889, huile sur toile, Fougères,
- Œuvres référencées: 
  - Femme assise au bord du lac, 1911, gouache sur papier[6]
  - Les Bruyères, 1925, huile sur toile[7]

## Expositions
- 1918, aux États-Unis et au Canada
- 1925, à Copenhague
- 1927, à Tokyo, exposition d'art français contemporain
- Plusieurs expositions particulières ont aussi lieu en France, la dernière du vivant de l'artiste en 1943 à la galerie La Boétie à Paris
- Du 21 mai au 21 juin 1970, La Villéon, Paris, galerie Jean de Ruaz
- Du 11 avril au 10 mai 1981, Emmanuel de la Villéon, peintre impressionniste breton, Château de la duchesse Anne à Dinan
- Du 10 octobre 1998 au 14 mars 1999, musée de la maison Fournaise
- 2007, 2010, Rétrospectives La Villéon, Paris, Galerie Pierce
- Du 18 mai au 21 décembre 2019, musée de la Loire, Cosne-cours-sur-Loire